# ويل فينت
ويل فينت (بالإنجليزية: Will Vint)‏ هو لاعب كرة قدم أمريكي في مركز الوسط، ولد في 2001 في كولورادو سبرينغز في الولايات المتحدة. لعب مع اتلانتا يونايتد 2 ونادي كولورادو سبرينغس.